# Contea di Victoria (Nuovo Brunswick)
La contea di Victoria è una contea del Nuovo Brunswick, Canada di 19.921 abitanti, che ha come capoluogo Perth-Andover.

## Suddivisioni
| Mappa delle suddivisioni della contea | - Town - Grand-Sault - Villaggi - Aroostook - Drummond - Perth-Andover - Plaster Rock - DSL - Andover - Denmark - Drummond - Gordon - Grand Falls - Lorne - Perth - Riley Brook - Riserve indiane - Tobique 20 |